# Chafariz na rua São Sebastião da Pedreira

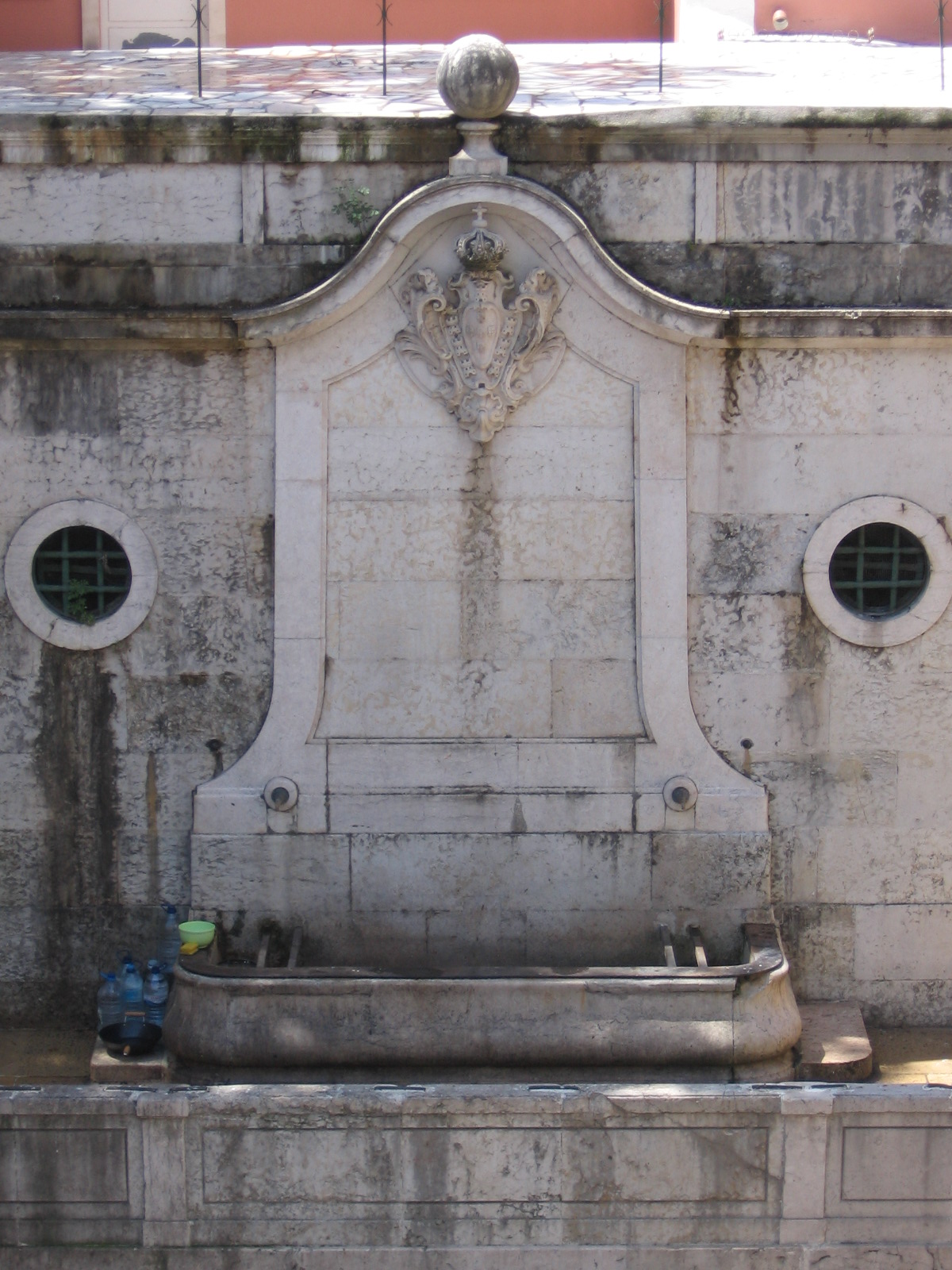
Chafariz de São Sebastião da Pedreira

O Chafariz de São Sebastião da Pedreira encontra-se situado a meio da rua de São Sebastião da Pedreira, na freguesia de São Sebastião da Pedreira em Lisboa e fazia parte do conjunto de chafarizes ligados ao Aqueduto das Águas Livres.
Foi edificado no ano de 1791. Era abastecido a partir da Galeria de Santana.
Para a construção do viaduto da rua Filipe Folque foi necessário deslocar o chafariz para norte, para a sua actual localização.